# Tridactyle tridactylites
Espèce
Synonymes
- Aeranthes deistelianus Kraenzl.[1]
- Angraecum kindtianum (De Wild.) De Wild.[1]
- Angraecum tridactylites Rolfe[1]
- Listrostachys kindtiana De Wild.[1]
- Mystacidium ledermannianum Kraenzl.[1]
- Tridactyle kindtiana (De Wild.) Schltr.[1]
- Tridactyle ledermanniana (Kraenzl.) Schltr.[1]

Tridactyle tridactylites est une espèce de plantes de la famille des Orchidées et du genre Tridactyle, présente dans de nombreux pays d'Afrique tropicale.